# Monterey Bay Aquarium

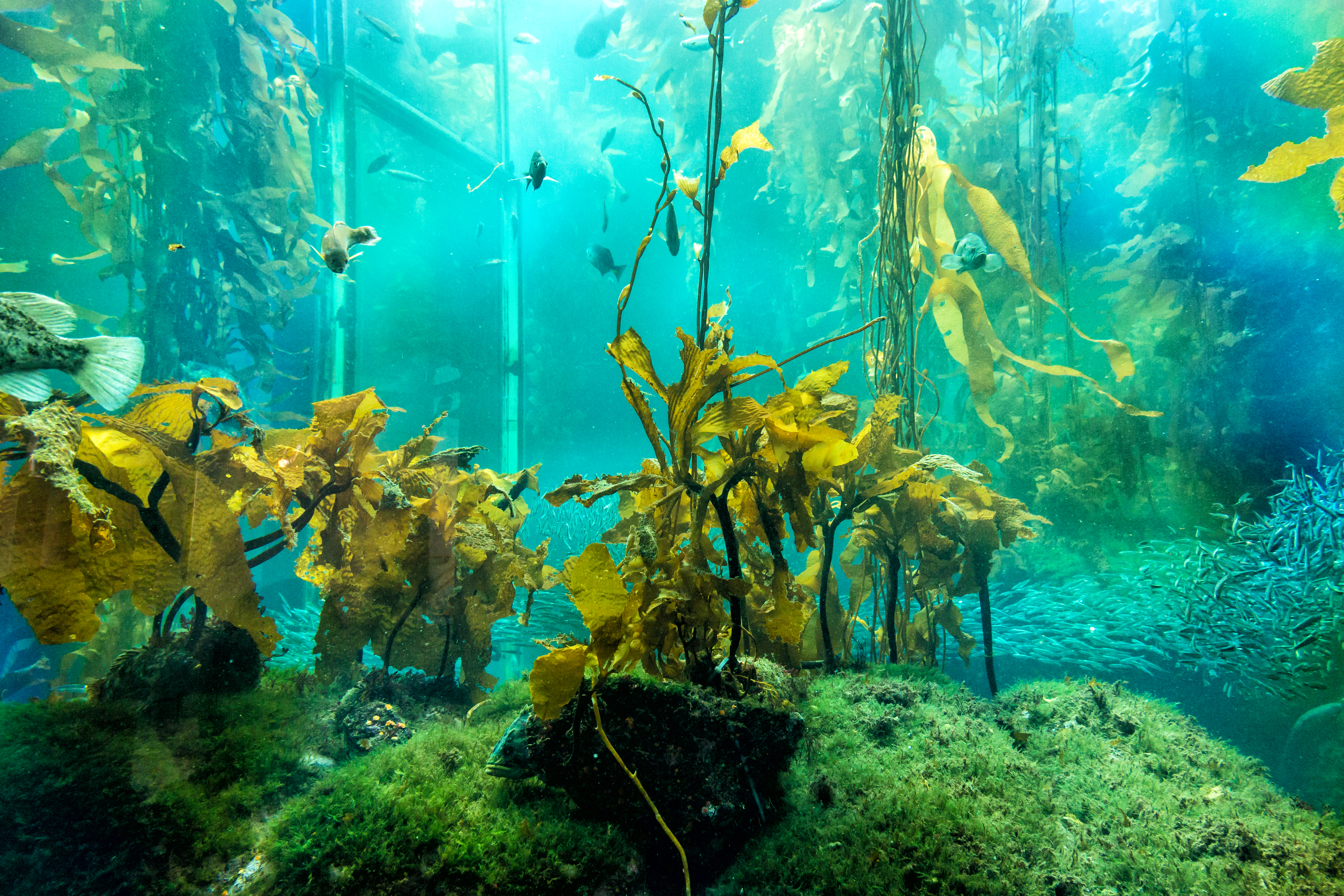
kelpwoudverblijf

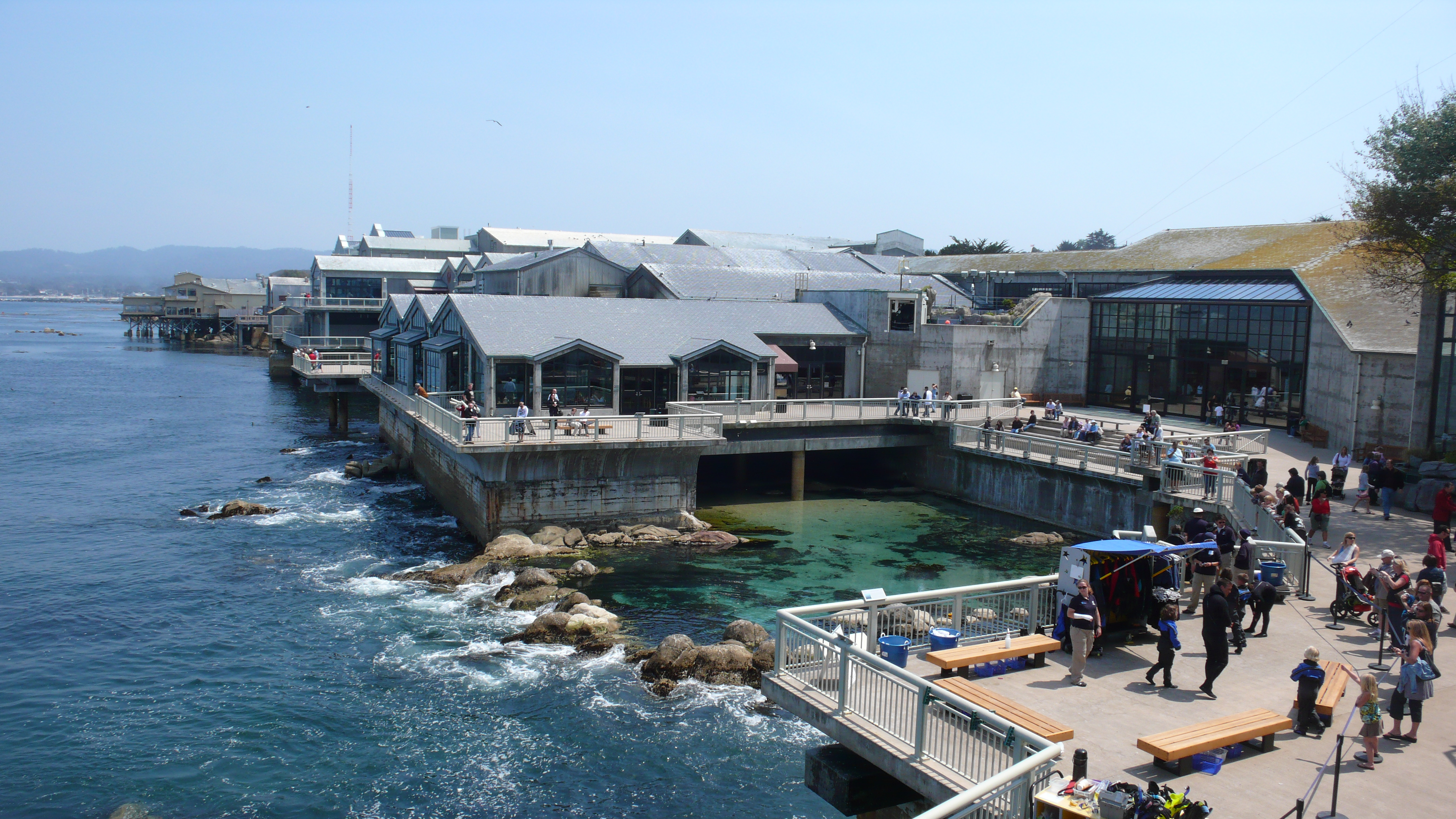
achterzijde van het aquarium

Monterey Bay Aquarium is een openbaar aquarium in Monterey in de Amerikaanse staat Californië. Het aquarium richt zich voornamelijk op de ecologie uit de aanliggende Baai van Monterey; zo is het het eerste aquarium met een levend kelpwoud in een verblijf bij de opening in 1984. Het huisvest zo'n 35.000 planten en dieren behorend tot meer dan 550 verschillende soorten, uit zowel de baai van Monterey als elders op de wereld.

## Geschiedenis
In 1914, 1925 en 1944 werden afzonderlijk drie voorstellen gedaan om een aquarium in Monterey County te realiseren, maar zowel voldoende financiële als publieke steun ontbraken. Eind jaren 1970 overlegde een viertal marien biologen van de San José State University en het aan Stanford verbonden Hopkins Marine Station om een 1,3 hectare groot aquarium te openen op het terrein van de voormalige Hovden Cannery aan Cannery Row, direct naast Pacific Biological Laboratories. David Packard – mede-oprichter van Hewlett-Packard en tevens de vader van een van de vier biologen – liet een haalbaarheidsstudie uitvoeren. Het aquarium zou zo'n 350 duizend bezoekers per jaar trekken, waarna Packard zeven miljoen dollar schonk voor de bouw. Vervolgens investeerde Packard tijdens de zeven jaar dat het aquarium gebouwd werd nog eens 47 miljoen dollar. Op 20 oktober 1984 opende het Monterey Bay Aquarium als het destijds grootste openbare aquarium van de Verenigde Staten; in het daaropvolgende jaar trok het aquarium ongeveer 2,4 miljoen bezoekers.
Het aquarium toont voornamelijk het leven uit de aanliggende baai van Monterey, waarbij de nadruk ligt op de mariene levensgemeenschappen en niet zozeer op de individuele soorten. De ecologische aanpak, naar het idee van marien bioloog Ed Ricketts, was nieuw voor aquaria in die tijd. In 1996 werd een tweede vleugel geopend gewijd aan de pelagische zone op open zee, een kleine honderd kilometer van de kust vandaan. De bouw kostte 57 miljoen dollar en duurde zeven jaar, terwijl het oppervlak van het park nagenoeg verdubbeld werd. Deze vleugel werd in 2011 gerenoveerd voor een bedrag van 19 miljoen dollar.
Het is verder het enige aquarium ter wereld dat voor langere periodes een witte haai in gevangenschap wist te houden. Tussen 2004 en 2011 verbleven er in totaal zes witte haaien; het ging om jonge haaien die na enkele weken of maanden weer in zee werden vrijgelaten. De reden van het huisvesten van deze haaien was voor wetenschappelijke doeleinden.

## In de media
Monterey Bay Aquarium komt aan bod in twee documentaires van het programma Nature; in 2006 mochten de filmmakers achter de schermen kijken en in 2013 werd het rehabilitatieprogramma voor zeeotters gevolgd. Daarnaast was het aquarium de filmlocatie voor het fictieve "Cetacean Institute of Biology" in de film Star Trek IV: The Voyage Home uit 1986 en diende het als inspiratiebron voor het aquarium en mariene instituut in de film Finding Dory uit 2016.
Sinds 2019 houdt Youtuber DougDoug een verzamelstream waar ze geld ophalen voor het aquarium. In 2023 was het hoogste bedrag ooit opgehaald met 302.000 dollar.